# 斯图尔克岛
斯图尔克岛（瑞典語：Sturkö）是瑞典布莱金厄省卡尔斯克鲁纳市镇的一个岛屿，亦是该市的一个村庄。
截至2005年，该村共有人口1,293人。